# Guckuskolokaler vid Norr Lindberg
Guckuskolokaler vid Norr Lindberg este o arie protejată (arie specială de conservare — SAC, sit de importanță comunitară — SCI) din Suedia întinsă pe o suprafață de 2,2 ha, integral pe uscat.

## Localizare
Centrul sitului Guckuskolokaler vid Norr Lindberg este situat la coordonatele 60°48′52″N 15°06′27″E / 60.8144°N 15.1076°E.

## Înființare
Situl Guckuskolokaler vid Norr Lindberg a fost declarat sit de importanță comunitară în aprilie 2004 pentru a proteja 1 specie de plante. Situl a fost protejat și ca arie specială de conservare în martie 2011.

## Biodiversitate
Situată în ecoregiunea boreală, aria protejată nu include niciun habitat protejat.
La baza desemnării sitului se află o specie protejată de  plante: papucul doamnei (Cypripedium calceolus).